# Castello di Pětipsy
Il castello di Pětipsy (in ceco Zámek Pětipsy) si trova nell'omonimo comune del Distretto di Chomutov nella Regione di Ústí nad Labem, Repubblica Ceca. Il complesso gotico del castello, ridotto parzialmente in rovine ed in ricostruzione dal 2014 è stato edificato nel XIV secolo ed è stato dichiarato monumento culturale nazionale.

## Storia
La prima struttura fortificata sul sito venne edificata nel XIV secolo, voluta da Fridrich Pětipeský, capostipite del ramo della famiglia feudale Pětipeský di Chýš ed Egerberk. Era un edificio a forma di torre, a tre piani con pianta quadrata e mura spesse 180 centimetri con feritoie, circondato da fossato e bastione. Era protetto da una palude sul lato ovest risultando così inaccessibile da quella parte. A causa dei frequenti cambi di proprietari la fortezza cadde in rovina e nel 1560 venne dichiarata abbandonata. L'antica fortezza venne poi ricostruita in forme di castello rinascimentale conservando ancora nelle sue mura numerosi elementi di carattere difensivo. Nei sotterranei delle ali ovest e sud si sono conservate le finestre a forma di feritoie. L'originario sistema di difesa con gli specchi d'acqua del periodo gotico, che era formato da uno stagno sul lato ovest del castello, alimentato dal ruscello Vidolický, che forniva acqua anche al mulino sul lato nord mentre un'altra riserva d'acqua veniva fornita dal torrente Liboc, fu ulteriormente migliorato. I resti della vecchia fortezza diedero vita all'ala settentrionale mentre le altre ali furono completate in modo da far assumere alla pianta la forma della lettera U. L'ultimo proprietario della casata Pětipeský 
della tenuta fu Oldřich Hrobčičký che, a causa della sua partecipazione alla rivolta negli anni dal 1618 al 1620, venne colpito dalla confisca di tutti i beni. La punizione venne mitigata perché alla moglie il castello fu lasciato in feudo fino alla sua morte, avvenuta nel 1629. In seguito divenne proprietà della corte reale e fu ceduto al nuovo signore locale, il conte Kryštof Šimon di Thun. La famiglia Thun-Hohenstein ricostruì il castello nel XVII secolo dandogli la forma di un edificio quadrato a quattro ali con cortile interno. La facciata principale del castello fu spostata nella nuova ala meridionale, dove furono costruiti un cancello d'ingresso e un ponte sul fossato. La famiglia non viveva qui, dove vennero sistemati gli uffici territoriali col direttore del patrimonio.

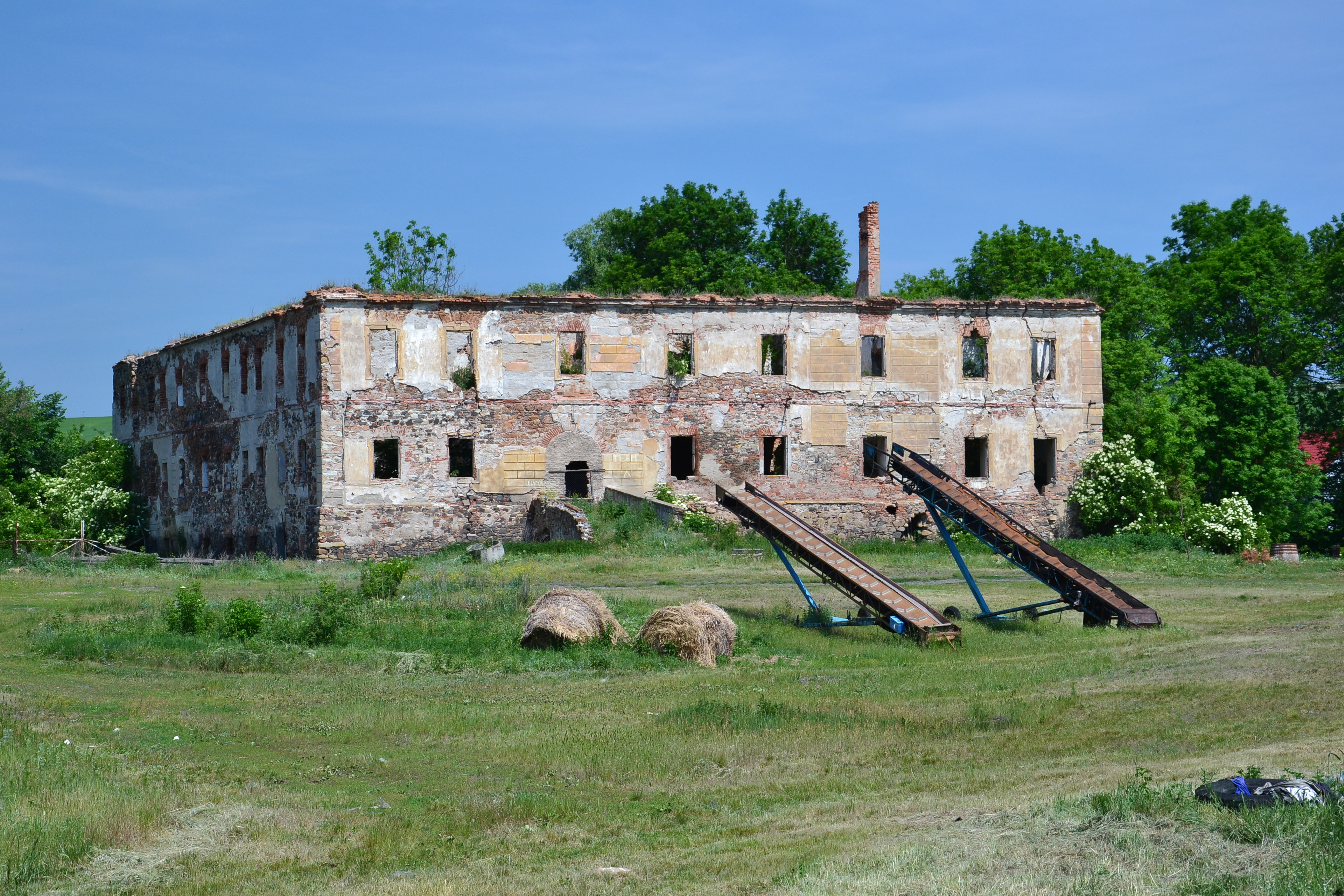
Situazione di forte degrado nella quale si trovava il castello nel 2011 prima dell'inizio dei lavori del 2014

Il castello ospitava anche appartamenti per gli ospiti e nell'ala orientale operava un birrificio. Il castello venne ulteriormente modificato nel XVIII secolo assumendo forme neoclassiche. Nel cortile i vecchi padiglioni in legno vennero sostituiti da portici in mattoni e il tetto prima in scandole di legno venne dotato di tegole. Dalla fine del XVIII secolo la tenuta e i terreni padronali furono affittati e la manutenzione degli edifici non venne curata. Le riparazioni riguardarono solo le facciate esterne e la manutenzione del tetto, mentre l'interno cadde lentamente in rovina. Nel 1872 Gustav Hodek costruì nelle vicinanze una nuova fabbrica di zucchero e fu allora che la famiglia Thun operò nuove modifiche al castello. Nell'ala sopra la vecchia fortezza fecero ristrutturare un appartamento per un nuovo inquilino, l'ex giardino di servizio fu trasformato in un parco e furono rinnovati il piazzale antistante e i suoi dintorni. L'ultimo inquilino, Zdeněk Hodek, durante la riforma agraria del 1926 acquistò il castello con il cortile. Durante la seconda guerra mondiale parte del castello divenne un campo di prigionia e nel 1940 vi furono portati 130 prigionieri francesi. Durante la guerra passarono per il campo circa 150 prigionieri. Dal 1945 la tenuta con il castello passò alla famiglia Hodk. Nel 1948 fu espropriato ed entrò a far parte dei demanii dello Stato e i locali del castello furono trasformati in appartamenti per i dipendenti. La struttura ricominciò a degradarsi, oltre che per l'incuria, per le intemperie e per le intrusioni di vandali. In tal modo si rovinarono pavimenti, finestre e porte. Iniziò anche a piovere dal tetto e il demanio richiese la demolizione dell'intero edificio nel 1970. A partire dal 2014 è iniziato un grosso intervento di recupero e dal 2016 al castello si apre occasionalmente al pubblico mentre solitamente il castello non è altrimenti accessibile. Nel 2021 ha avuto luogo una cerimonia per il restauro parziale della struttura realizzato grazie ai fondi SEE e della Norvegia. In questa occasione, l'ambasciatore del Regno di Norvegia, Robert Kvile, ha visitato il castello.

## Descrizione
Il castello di Pětipsy si trova a Pětipsy, comune della Regione di Ústí nad Labem, Repubblica Ceca. Il castello è parzialmente ricostruito. L'edificio è a due piani su pianta quadrata con un cortile interno e in parte circondato da fossati difensivi ben conservati, sui quali si estende un ponte.

### Monumento culturale della Repubblica Ceca
La tutela dei monumenti della Repubblica Ceca considera il complesso del castello di Pětipsy ormai in rovina un monumento culturale tutelato col numero di catalogo 39733/5-676.